# Ribes sachalinense
Ribes sachalinense är en ripsväxtart som först beskrevs av Fr. Schmidt, och fick sitt nu gällande namn av Takenoshin Nakai. Ribes sachalinense ingår i släktet ripsar, och familjen ripsväxter. Inga underarter finns listade i Catalogue of Life.

## Bildgalleri

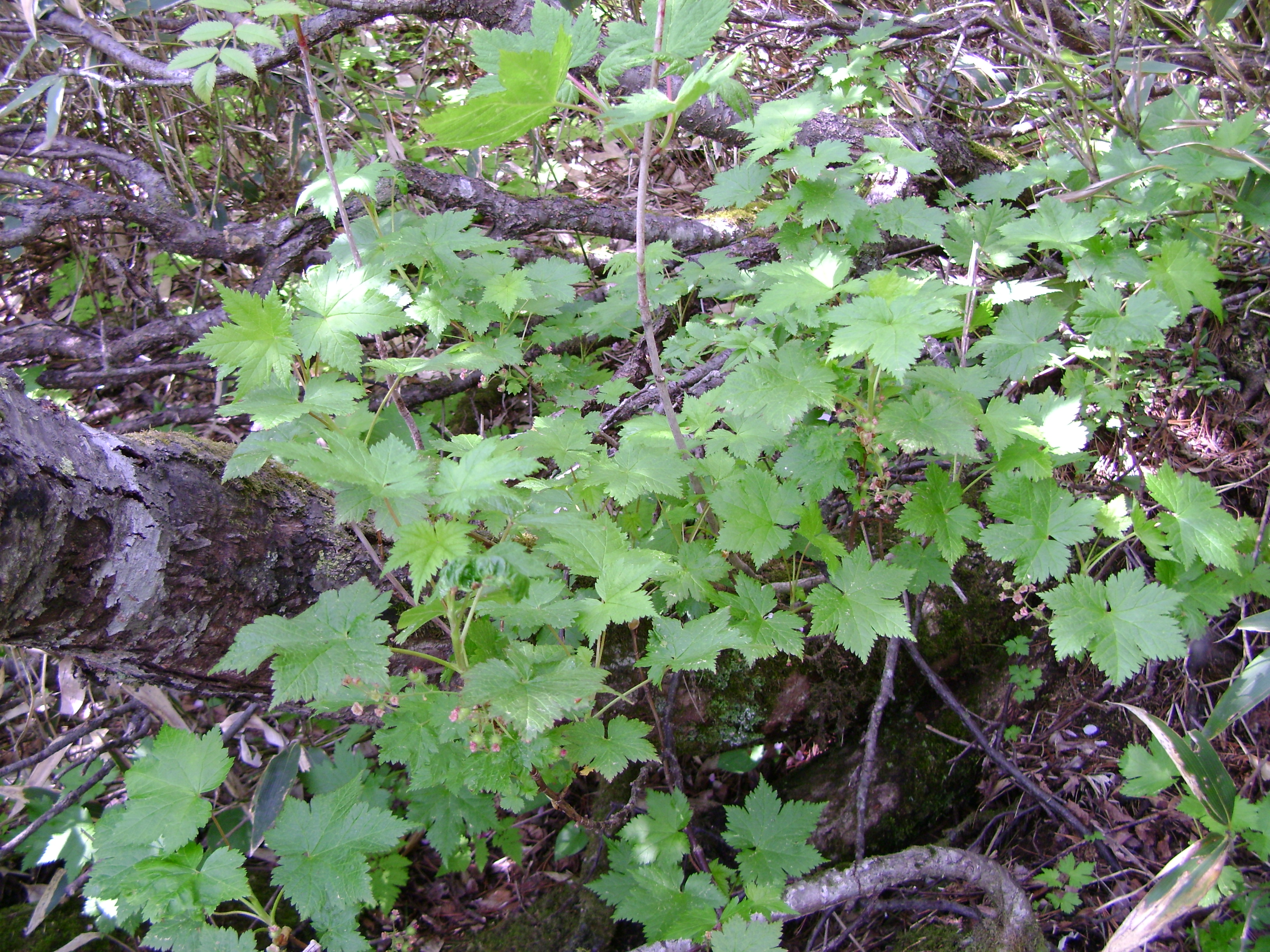
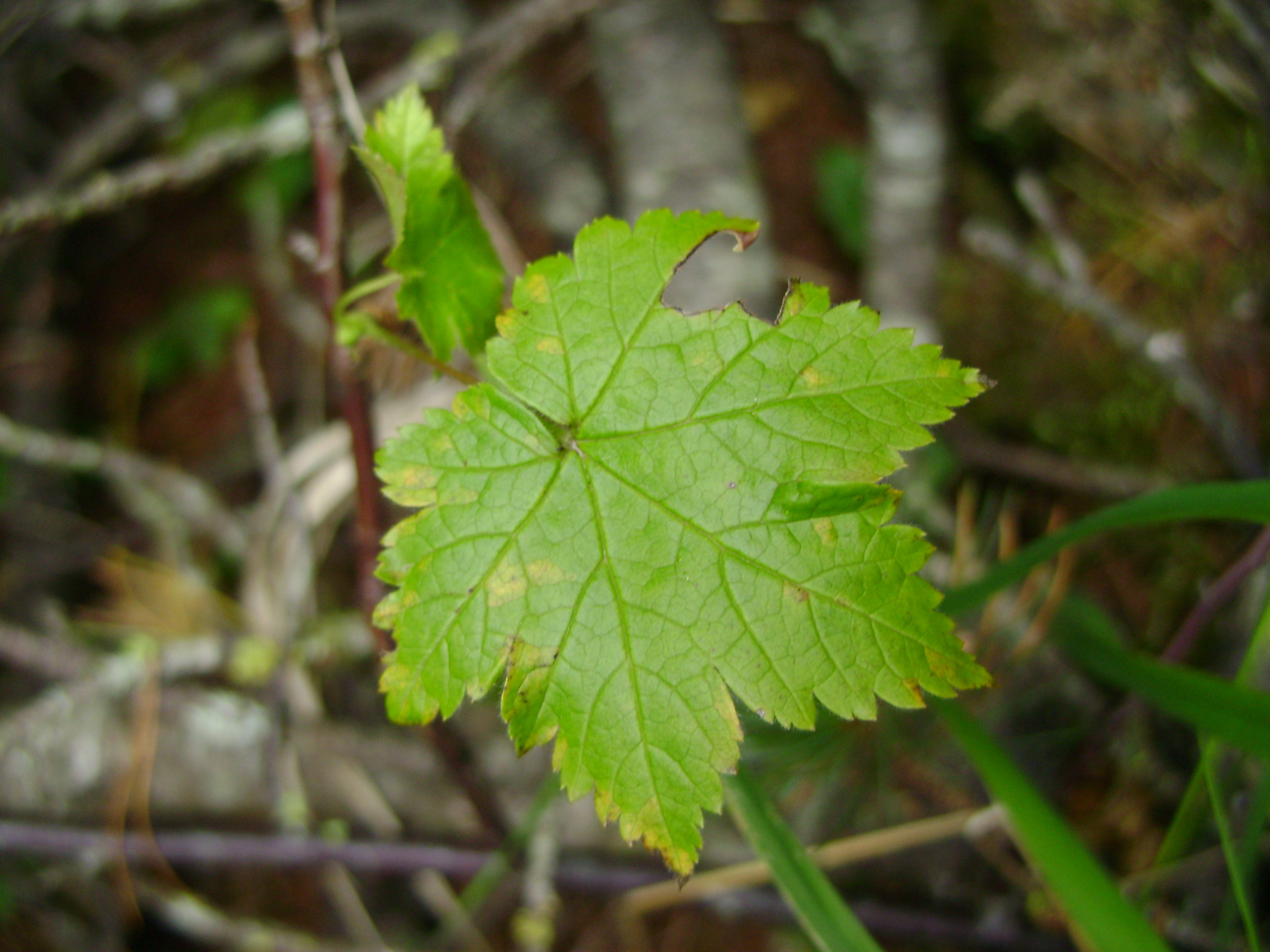
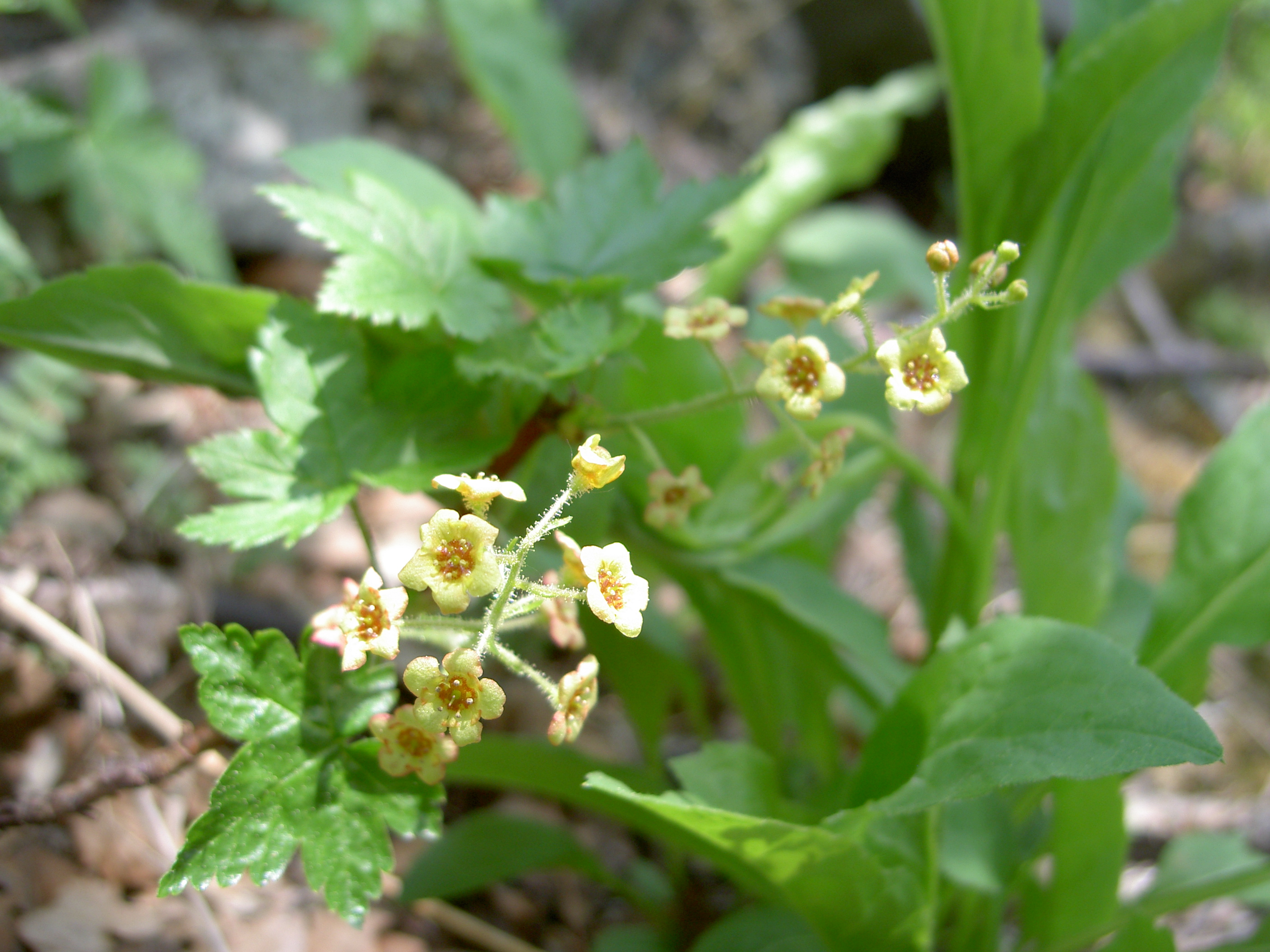
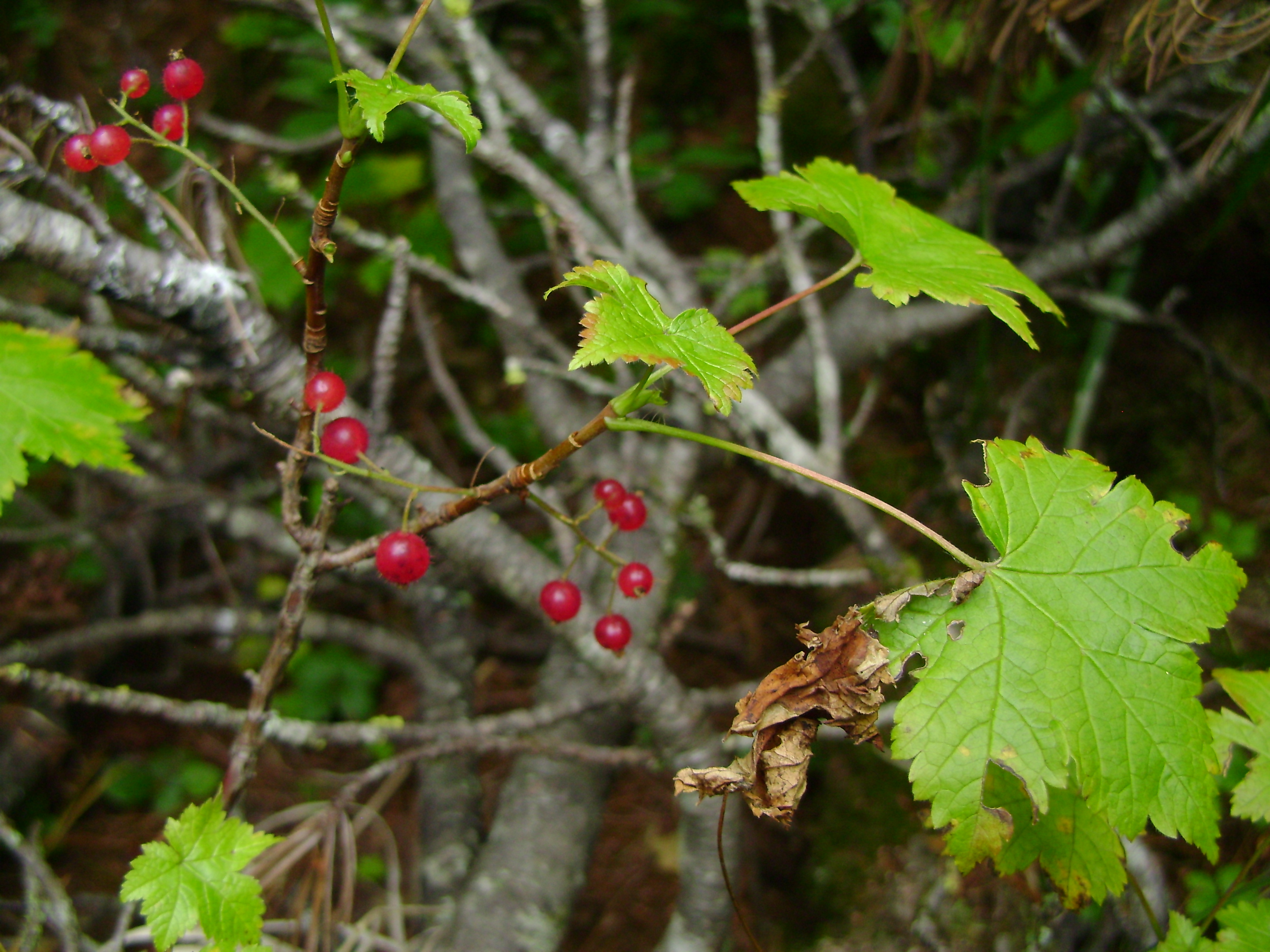
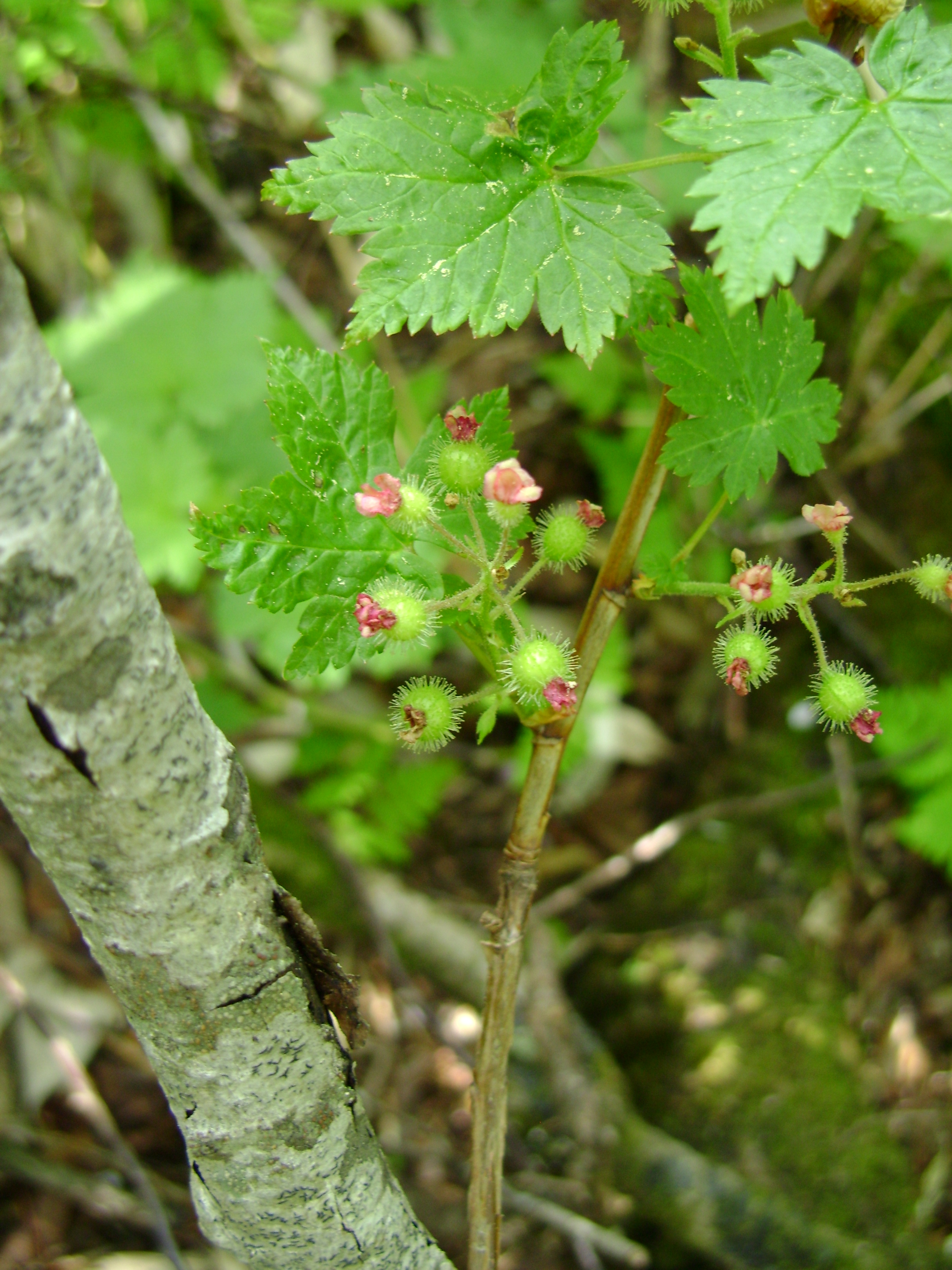
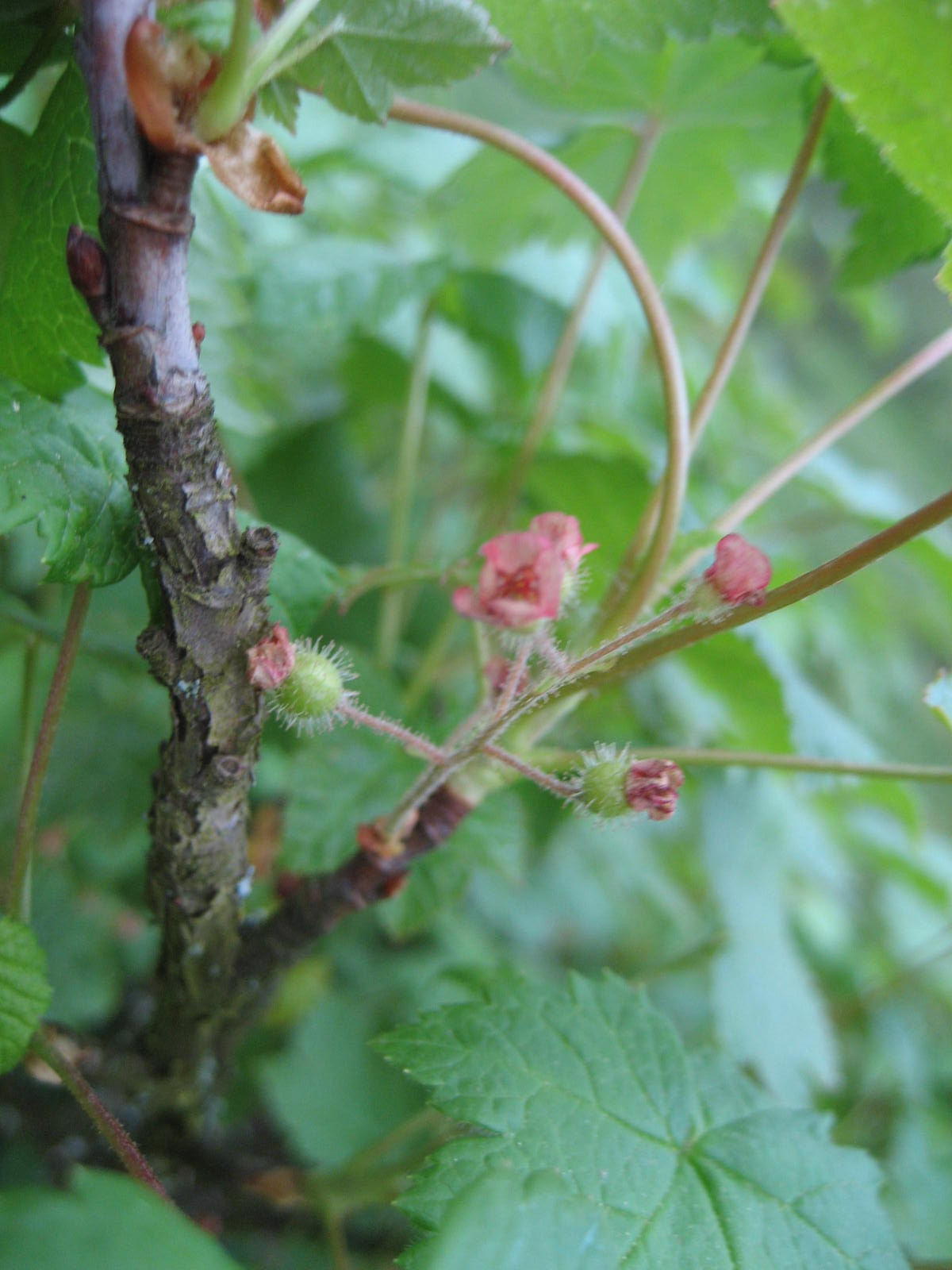